# Mujer de Haraldskær

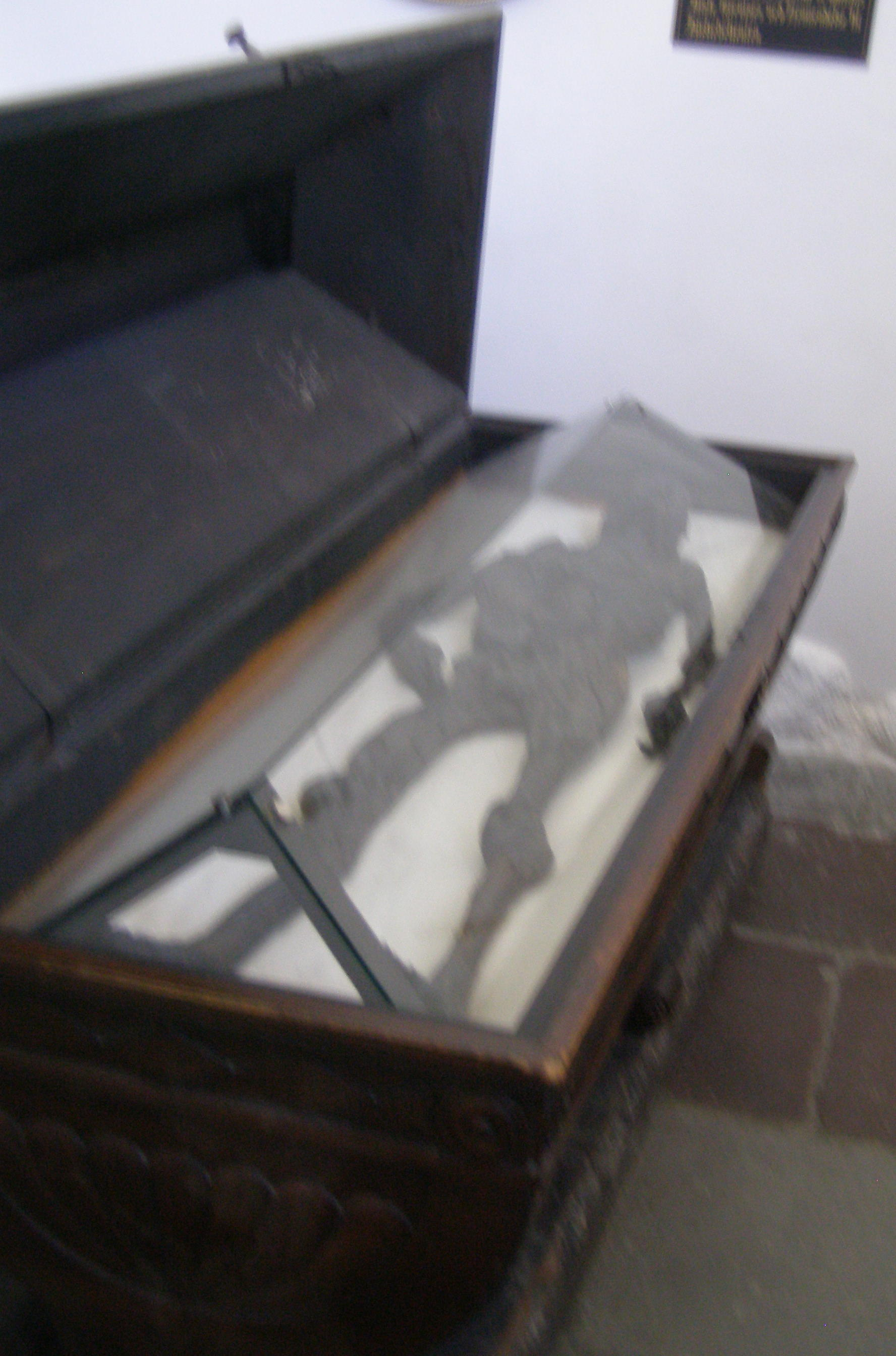
Sarcófago de vidrio donde se conserva el cuerpo de la Mujer de Haraldskær.

La Mujer de Haraldskær es el cadáver momificado de una mujer que data aproximadamente del siglo V a. C. y que se cree que pertenecía a alguno de los pueblos escandinavos, en plena Edad del Hierro.

## Descubrimiento
El cuerpo fue descubierto en 1835 por unos agricultores de la zona de Haraldskær, que se encontraron con el cuerpo en una turbera pantanosa cuando se disponían a extraer carbón del lugar, perteneciente a la gran península de Jutlandia, Dinamarca.

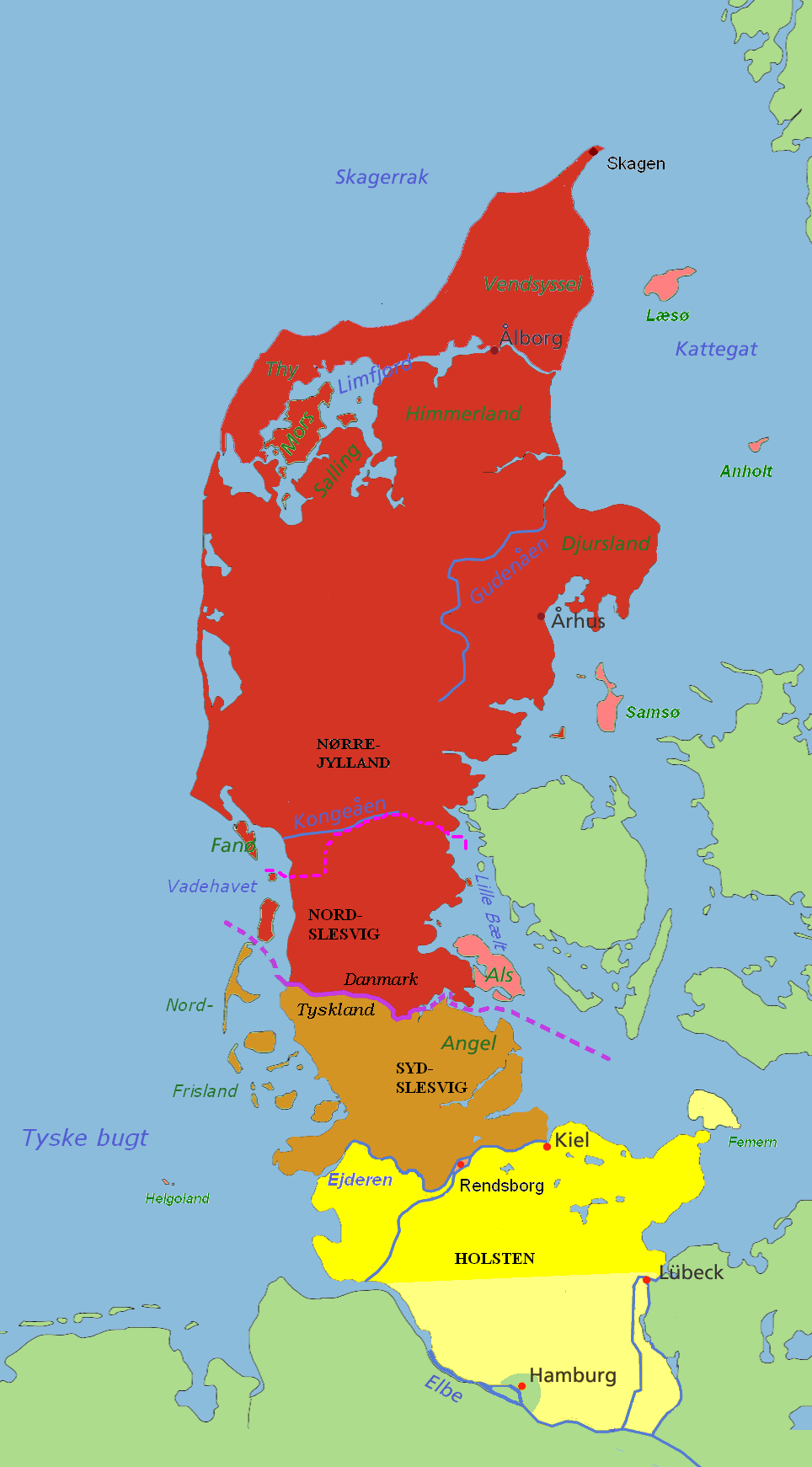
Península de Jutlandia (Dinamarca), lugar donde se halló la momia.

## Características
- Momificación natural
- Causa de la muerte: se encontraron marcas de que hubiera sido estrangulada con una soga, en lo que podría considerarse una ofrenda ritual.
- La mujer tenía entre 40 y 50 años aprox.
- Medía 1,50 metros de altura.
- El cuerpo estaba desnudo, pero en su parte superior se depositaron una capa y tres piezas de lana.
- El cuerpo conservaba la piel y los órganos internos y tenía una lesión en la rodilla realizada con un objeto punzante.

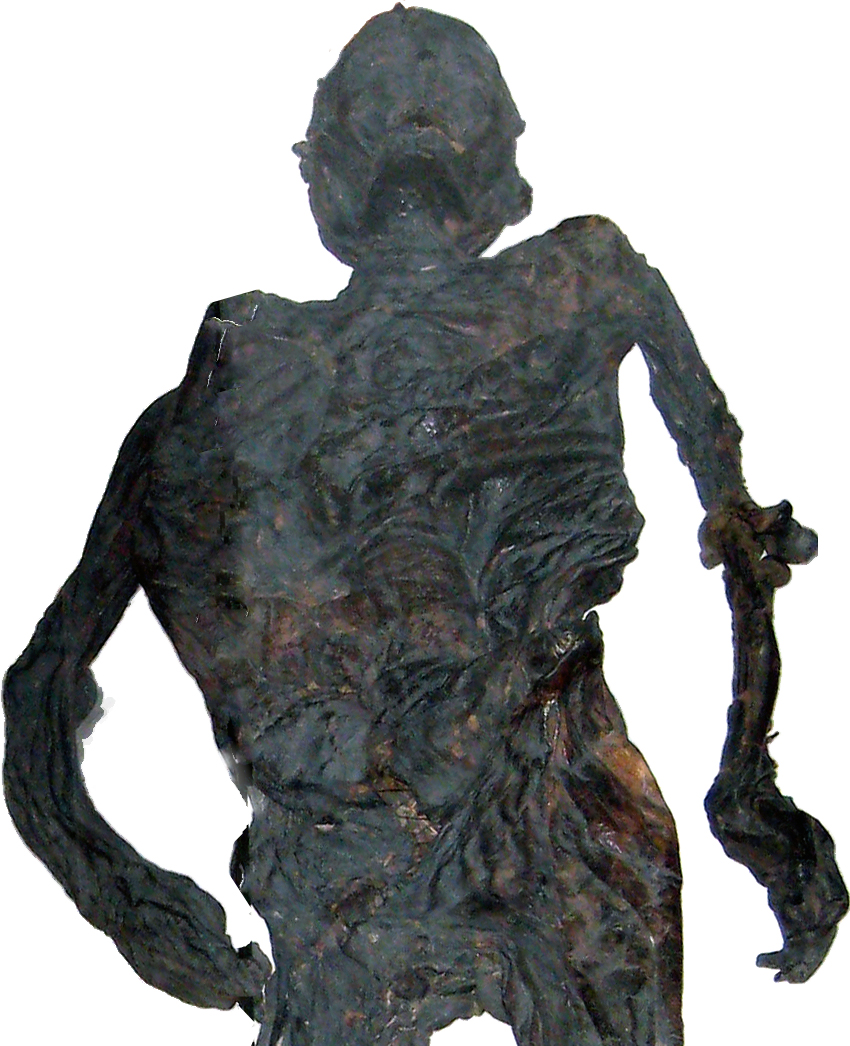
Imagen de la momia.

## Conservación
La Mujer de Haraldskær se encontró en un buen estado de conservación a causa de la protección natural que le otorgó el hecho de haber quedado enterrada dentro de una turbera. 
El cuerpo se encuentra depositado con carácter permanente en un sarcófago de vidrio en el Museo Cultural, situada en la localidad danesa de Vejle.